# Hasilpur
Hasilpur (urdu: حاصل پور) – miasto w Pakistanie, w prowincji Pendżab. Według danych na rok 2017 liczyło 115 613 mieszkańców.